# Robert Alexander Campbell
Robert Alexander Campbell (* 2. September 1832 in Bowling Green, Missouri; † 2. April 1926 in St. Louis, Missouri) war ein US-amerikanischer Politiker. Zwischen 1881 und 1885 war er Vizegouverneur des Bundesstaates Missouri.

## Werdegang
Robert Campbell besuchte die öffentlichen Schulen seiner Heimat und die Spring River Academy of Missouri. Im Jahr 1852 verließ er vorzeitig das Illinois College in Jacksonville. Danach unterrichtete er ein Jahr lang als Lehrer. Dann ging er mit seinem Vater nach Kalifornien, wo er bis 1854 in der Landwirtschaft und im Bergbau arbeitete. Anschließend zog er nach Missouri. Dort war er zunächst als Angestellter einer Firma tätig. Nach einem Jurastudium und seiner 1860  erfolgten Zulassung als Rechtsanwalt begann er in diesem Beruf zu praktizieren. Während des Bürgerkrieges diente er im Heer der Union (49th Missouri Infantry). Nach dem Krieg betätigte er sich bis 1869 wieder als Anwalt in Bowling Green. Danach stieg er in das Eisenbahngeschäft ein. Er wurde unter anderem Präsident der Louisiana and Missouri River Railway Company. Seit 1874 lebte er in St. Louis. Später war er auch in verschiedenen anderen Geschäftsbranchen engagiert.
Politisch schloss sich Campbell der Demokratischen Partei an. In den 1850er Jahren bekleidete er einige Verwaltungsstellen beim Repräsentantenhaus von Missouri; im Jahr 1861 war er Sekretär der Versammlung, die über die Zukunft des Staates im Blick auf die damalige Abspaltung der Südstaaten entscheiden sollte. Im August 1864 nahm er als Delegierter an der Democratic National Convention in Chicago teil, auf der George B. McClellan als Präsidentschaftskandidat nominiert wurde. Vier Jahre später war er erneut Delegierter beim Nominierungsparteitag der Demokraten. In den Jahren 1868 und 1878 wurde er in die Staatslegislative gewählt, wo er zeitweise den Bankenausschuss leitete. Es ist aber nicht genau überliefert, in welcher Kammer er saß. 1880 wurde Campbell an der Seite von Thomas Theodore Crittenden zum Vizegouverneur von Missouri gewählt. Dieses Amt bekleidete er zwischen dem 10. Januar 1881 und dem 12. Januar 1885. Dabei war er Stellvertreter des Gouverneurs und Vorsitzender des Staatssenats. Zwischen 1885 und 1889 übte er das Amt des Comptroller der Stadt St. Louis aus. Danach war er Richter am Criminal Court of St. Louis. Nach dem Ende seiner dortigen Amtszeit zog er sich in den Ruhestand zurück. Er starb am 2. April 1926 im Alter von 93 Jahren in St. Louis, als er bei einem Unfall stürzte und sich das Genick brach.